# 정 애공
정 애공(鄭哀公, ? ~ 기원전 455년)은 중국 춘추 시대 정나라의 임금으로, 휘는 역(易)이다.

## 사적
성공(聲公) 38년(기원전 463), 아버지 성공이 죽자 뒤를 이었다.
애공 8년(기원전 455년), 정나라 사람들이 애공을 시해하고 성공의 아우 축(丑)를 옹립하였다.